# ADP (公司)
自動資料處理公司（Automatic Data Processing, Inc.），通常称ADP或安德普翰，是世界最大的人力资源管理公司之一。

## 历史

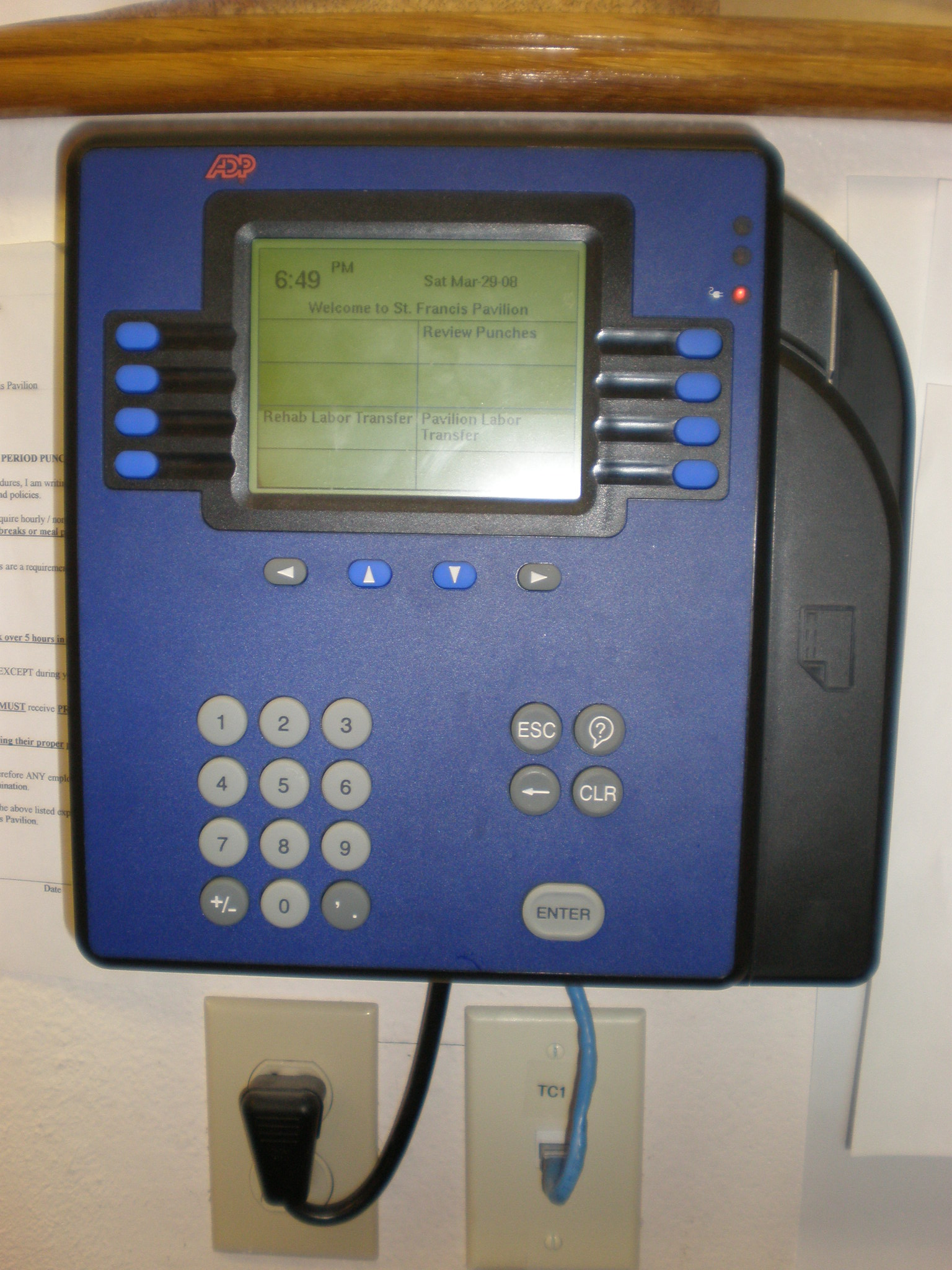
ADP Model 4500

1949年，会计师亨利·陶布（Henry Taub）与他的兄弟乔（Joe Taub）一起成立了该公司的前身“自动薪酬公司”（Automatic Payrolls, Inc）。不久后弗兰克·劳滕伯格加入，并在1952年成为董事长兼CEO。1957年改现名。1965年在英国建立子公司，1970年在纽约证券交易所上市。2006年进入中国，在上海成立中国区总部。